# Parabemisia
Parabemisia (лат.) — род мелких насекомых из семейства белокрылок (Aleyrodidae). Известно 7 видов. Встречаются в Южной, Юго-Восточной и Восточной Азии. Вид Parabemisia myrmecophila Martin, 1985 обнаружен на нижних сторонах молодых листьев небольших древесных растений в окружении муравьёв вида Rhoptromyrmex melleus (Emery). Вид Parabemisia myricae Kuwana, 1927 развивается на Восковнице красной (Myrica rubra), Шелковице белой (Morus alba), различных Citrus и Prunus и др.; в 1970-х гг был случайно завезён в США (Калифорния, Флорида).
- Parabemisia aceris Takahashi, 1931 (Bemisia) — Тайвань
- Parabemisia indica Meganathan & David, 1994 — Индия, Kerala.
- Parabemisia jawani Martin, 1985 — Папуа Новая Гвинея
- Parabemisia lushanensis Ko & Luo, 1999 — Тайвань
- Parabemisia maculata Takahashi, 1952 — Япония typus
- Parabemisia myricae Kuwana, 1927 (Bemisia) — Япония, случайно интродуцирован в США
- Parabemisia myrmecophila Martin, 1985 — Папуа Новая Гвинея